# Armelino Milani
Armelino Milani (Pavia, 16 giugno 1932 – 31 luglio 1994) è stato un politico italiano.
È stato deputato durante la VII legislatura della Repubblica Italiana e senatore durante le legislature VIII e IX.